# Inventario suizo de bienes culturales de interés nacional y regional

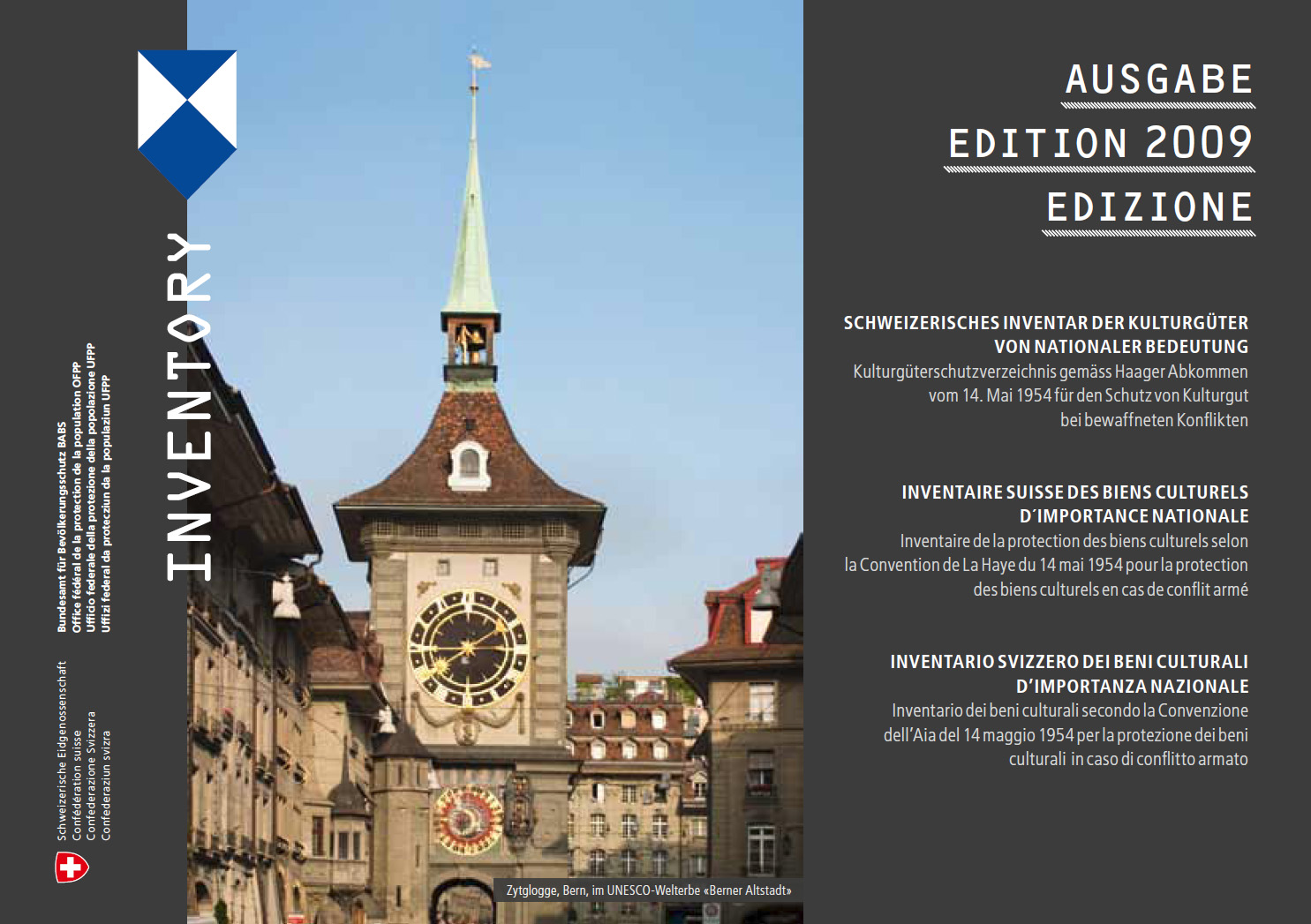
Portada de la edición de 2009 del inventario, mostrando el Zytgloggeturm de Berna y el escudo azul de la Convención de La Haya.

El Inventorio Suizo de bienes culturales de interés nacional y regional (en alemán: Schweizerisches Inventar der Kulturgüter von nationaler und regionaler Bedeutung; en francés: Inventaire suisse des biens culturels d'importance nationale et régionale; en italiano: Inventario dei beni culturali svizzeri d'importanza nazionale e regionale) es un registro que consta de 8.300 artículos considerados bienes culturales de Suiza. Fue establecido de acuerdo al artículo n.º 5 del segundo protocolo de la Convención para la Protección de los Bienes Culturales en caso de Conflicto Armado, el cual provee el establecimiento de registros nacionales de propiedad cultural.

## Extensión
El registro contiene tanto artículos móviles como inmóviles de bienes culturales, incluyendo antiguos pueblos, barrios, plazas, aldeas, edificios sagrados, casas, castillos, puentes, monumentos, lugares de interés arqueológico y colecciones. Sus entradas están clasificadas en dos grupos: aquellos de significado nacional (clase A- 3202 objetos con 3324 entradas, incluyendo lugares compartidos entres dos municipios) y aquellos de significado regional (clase B). La selección está basada en el significado de los artículos en el campo de la historia, estética, arte, tipología, etnografía, estudios sociales y otras disciplinas científicas, al igual que en su rareza. 

## Historia de la publicación

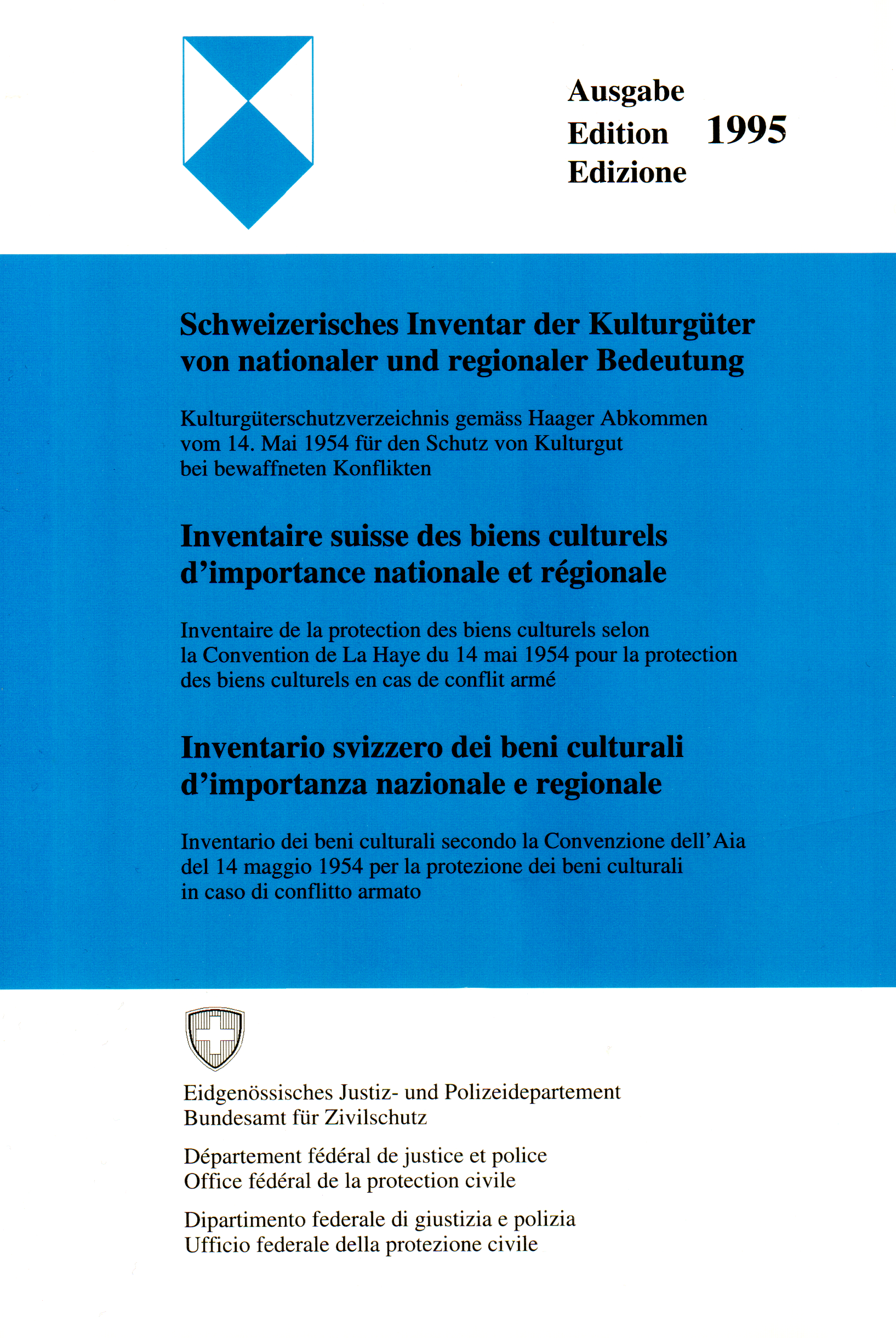
Portada de la edición de 1995.

El registro es preparado por la Oficina Federal de Protección Civil, en cooperación con las autoridades cantonales, y formalmente distribuido por el Consejo Federal. Fue publicado por primera vez en 1988 y relanzado como versión actualizada en 1995 y 2009. La reactualización de 2009 cubre solamente artículos y objetos de clase A, situando a los de clase B para revisión posterior. Hasta entonces, las listas de objetos de clase B publicadas por la Oficina incluyen los objetos de clase B del inventario de 1995, las proposiciones para nuevos objetos cambiados de clase B dados a conocer por las autoridades cantonales, y los anteriormente reconocidos como objetos nacionalmente significantes de clase A en la revisión de 2009. 
La Oficina Federal de Protección Civil hizo un registro de objetos de clase A en 2009, disponible en Internet como un sistema de información geográfica y un conjunto de documentos tipo PDF. Un catálogo fue publicado en 2010.